# Karl Ludwig Harding
| 3 Juno | 1804. szeptember 1. |

Karl Ludwig Harding (1765. szeptember 29. – 1834. augusztus 31.) német csillagász. Jelentős felfedezése a 3 Juno kisbolygó felfedezése.
Harding Lauenburgban született 1765. szeptember 29-én. 1796-ban Johann Hieronymus Schröter a fia tanárává fogadta Hardingot. A 3 Juno-ot 1804-ben fedezte fel Schröter obszervatóriumában. Ezután Göttingenbe ment Carl Friedrich Gauss munkáját segíteni.
A Junón kívül még három üstököst is felfedezett. Ő publikálta az Atlas novus coelestis-t is, amiben 120 000 csillag van katalogizálva .
Ezenkívül a Holdon van egy róla elnevezett kráter. 1960-ban egy kisbolygót is elneveztek róla ami a 2003 Harding nevet kapta.

## Fordítás
- Ez a szócikk részben vagy egészben  a   Karl Ludwig Harding című angol Wikipédia-szócikk fordításán alapul.  Az eredeti cikk szerkesztőit annak laptörténete sorolja fel. Ez a jelzés csupán a megfogalmazás eredetét és a szerzői jogokat jelzi, nem szolgál a cikkben szereplő információk forrásmegjelöléseként.